# Cèl·lula solar orgànica

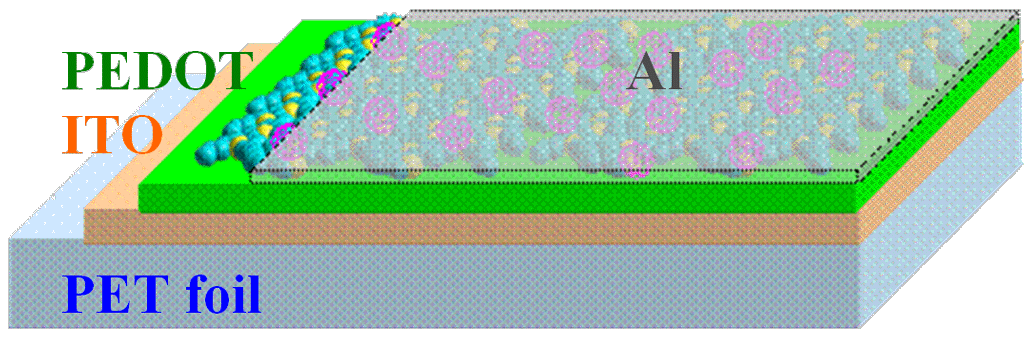
Fig. 1. Esquema de cèl·lules solars de plàstic. PET - tereftalat de polietilè, ITO - òxid d'estany d'indi, PEDOT:PSS - poli(3,4-etilendioxitiofen), capa activa (generalment una barreja de polímer: fullerè), Al - alumini.

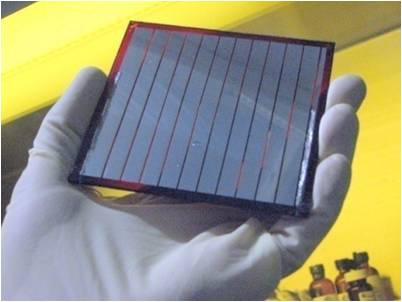
Fig. 2. Fotovoltaica orgànica fabricada per l'empresa Solarmer.

Una cèl·lula solar orgànica (OSC) o cèl·lula solar de plàstic és un tipus de fotovoltaica que utilitza l'electrònica orgànica, una branca de l'electrònica que s'ocupa de polímers orgànics conductors o molècules orgàniques petites, per a l'absorció de la llum i el transport de càrrega per produir electricitat de la llum solar per efecte fotovoltaic. La majoria de cèl·lules fotovoltaiques orgàniques són cèl·lules solars de polímer.

Fig. 3: Exemples de materials fotovoltaics orgànics

Les molècules utilitzades a les cèl·lules solars orgàniques es poden processar en solució a un alt rendiment i són barates, la qual cosa comporta uns costos de producció baixos per fabricar un gran volum. Combinades amb la flexibilitat de les molècules orgàniques, les cèl·lules solars orgàniques són potencialment rendibles per a aplicacions fotovoltaiques. L'enginyeria molecular (per exemple, el canvi de la longitud i el grup funcional dels polímers) pot canviar la bretxa de banda, permetent la sintonització electrònica. El coeficient d'absorció òptica de les molècules orgàniques és alt, de manera que es pot absorbir una gran quantitat de llum amb una petita quantitat de materials, normalment de l'ordre de centenars de nanòmetres. Els principals desavantatges associats a les cèl·lules fotovoltaiques orgàniques són la baixa eficiència, la baixa estabilitat i la baixa resistència en comparació amb les cèl·lules fotovoltaiques inorgàniques com les cèl·lules solars de silici.

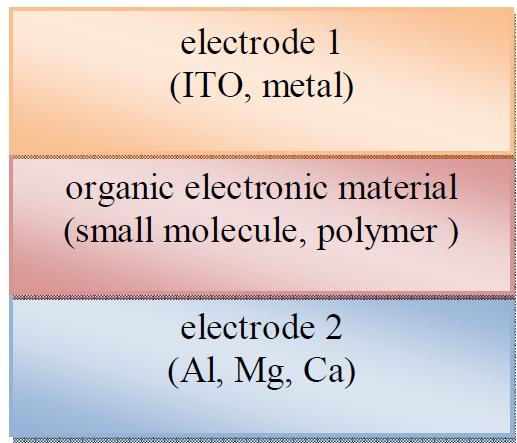
Fig. 5: Esbós d'una cèl·lula fotovoltaica orgànica d'una sola capa.

En comparació amb els dispositius basats en silici, les cèl·lules solars de polímer són lleugeres (la qual cosa és important per a petits sensors autònoms), potencialment d'un sol ús i de baix cost de fabricar (de vegades utilitzant electrònica impresa), flexibles, personalitzables a nivell molecular i potencialment tenen menys impacte ambiental advers. Les cèl·lules solars de polímer també poden ser transparents. Això permet aplicacions en finestres, parets, electrònica flexible o també en instal·lacions agrivoltaiques per combinar agricultura i generació d'electricitat. A la figura 1 es mostra un exemple de dispositiu.
Les primeres cèl·lules solars de polímer tenien el desavantatge que oferien aproximadament 1/3 de l'eficiència dels materials durs i fotoquímicament es degraden substancialment. El baix preu, va motivar que hi ha hagut molta recerca per vèncer-ne les febleses, i augmentar-ne l'eficiència. Des de 2015, les cèl·lules solars de polímer van augmentar l'eficiència de 10% mitjançant una estructura en tàndem. El 2018, es va assolir una eficiència rècord per a la fotovoltaica orgànica del 17,3% mitjançant una estructura en tàndem.

## Física
Una cèl·lula fotovoltaica és un díode semiconductor especialitzat que converteix la llum en electricitat de corrent continu (CC). Depenent de la bretxa de banda del material que absorbeix la llum, les cèl·lules fotovoltaiques també poden convertir fotons de baixa energia, infrarojos (IR) o d'alta energia, ultraviolats (UV) en electricitat de corrent continu. Una característica comuna tant de les molècules petites com dels polímers (Fig. 3) utilitzats com a material d'absorció de llum a la fotovoltaica és que tots tenen grans sistemes conjugats. Es forma un sistema conjugat on els àtoms de carboni s'uneixen de manera covalent amb enllaços simples i dobles alterns. Els orbitals pz dels electrons d'aquests hidrocarburs es deslocalitzen i formen un orbital π d'enllaç deslocalitzat amb un orbital antienllaç π*. L'orbital π deslocalitzat és l'orbital molecular més alt ocupat (HOMO), i l'orbital π* és l'orbital molecular més baix desocupat (LUMO). En la física de semiconductors orgànics, l'HOMO fa el paper de la banda de valència mentre que el LUMO serveix com a banda de conducció. La separació d'energia entre els nivells d'energia HOMO i LUMO es considera la banda buida dels materials electrònics orgànics i normalment es troba en el rang d'1-4 eV.

## Tipus d'unió
El dispositiu fotovoltaic orgànic més senzill presenta una heterounió plana (Fig. 1). Una pel·lícula de material actiu orgànic (polímer o molècula petita), de tipus donant d'electrons o acceptor d'electrons s'intercala entre els contactes. Les excitacions creades en el material actiu poden difondre's abans de recombinar-se i separar-se, el forat i l'electró es difonen al seu elèctrode col·lector específic. Com que els portadors de càrrega tenen longituds de difusió de només 3-10 nm en els semiconductors orgànics amorfs típics, les cèl·lules planes han de ser primes, però les cèl·lules primes absorbeixen menys bé la llum. Les heterounions massives (BHJ) solucionen aquesta mancança. En un BHJ, una barreja de materials donants i acceptors d'electrons s'emet com una barreja, que després es separa en fase. Les regions de cada material del dispositiu estan separades només per uns quants nanòmetres, una distància adequada per a la difusió del portador. Els BHJ requereixen un control sensible sobre la morfologia dels materials a nanoescala. Les variables importants inclouen materials, dissolvents i la relació pes donant-acceptant.